# 坪野 (魚津市)
坪野（つぼの）は、富山県魚津市の地名。郵便番号は937-0827。

## 地理
角川の支流、富川の源流部（北山川）の壺型の谷底盆地に所在する集落である。

## 歴史
近世は新川郡の加積郷に所属し、1889年以降は下新川郡松倉村に所属、1952年以降は魚津市の所属となる。

## 世帯数と人口
2024年（令和6年）7月31日現在の世帯数と人口は以下の通りである。
| 大字 | 世帯数 | 人口 |
| ---- | ------ | ---- |
| 坪野 | 31世帯 | 79人 |

## 経済

### 産業
企業
- コンポスト
- 中川運輸 坪野リサイクルセンター

## 地域

### 教育
- 魚津市立坪野小学校 - 2012年3月31日をもって閉校し、魚津市立松倉小学校と統合した（その後、松倉小学校も魚津市立星の杜小学校と統合した）。

小・中学校の学区
市立小・中学校に通う場合、学区は以下の通りとなる。
| 番地 | 小学校               | 中学校             |
| ---- | -------------------- | ------------------ |
| 全域 | 魚津市立星の杜小学校 | 魚津市立西部中学校 |

### 組合・団体
- 坪野営農組合

## 交通
- 魚津市民バス
- 富山県道67号宇奈月大沢野線
- 富山県道136号坪野湯上線

## 名所・旧跡
- 坪野城跡 - 旧坪野鉱泉裏山の山頂部に築かれている。松倉城の支城である。
- 坪野のつなぎがや - 県指定文化財 天然記念物[7]。樹高約15ｍ榧の木である[8]。浄土真宗の開祖親鸞がこの地を通過した折に植えられたものとされている[8]。
- 坪野鉱泉 - ホテル坪野跡は、北陸随一の肝試しスポットであった[9]。
- 薬師の水 - 北山薬師堂より上流部にあり、胃腸に効くといわれている[10]。

## 出身・ゆかりのある人物
- 島澤佳世子 - 魚津市議会議員。
- 島澤達也 - コンポスト社長[11]。